# Carlo Orsini di Gentile Virginio

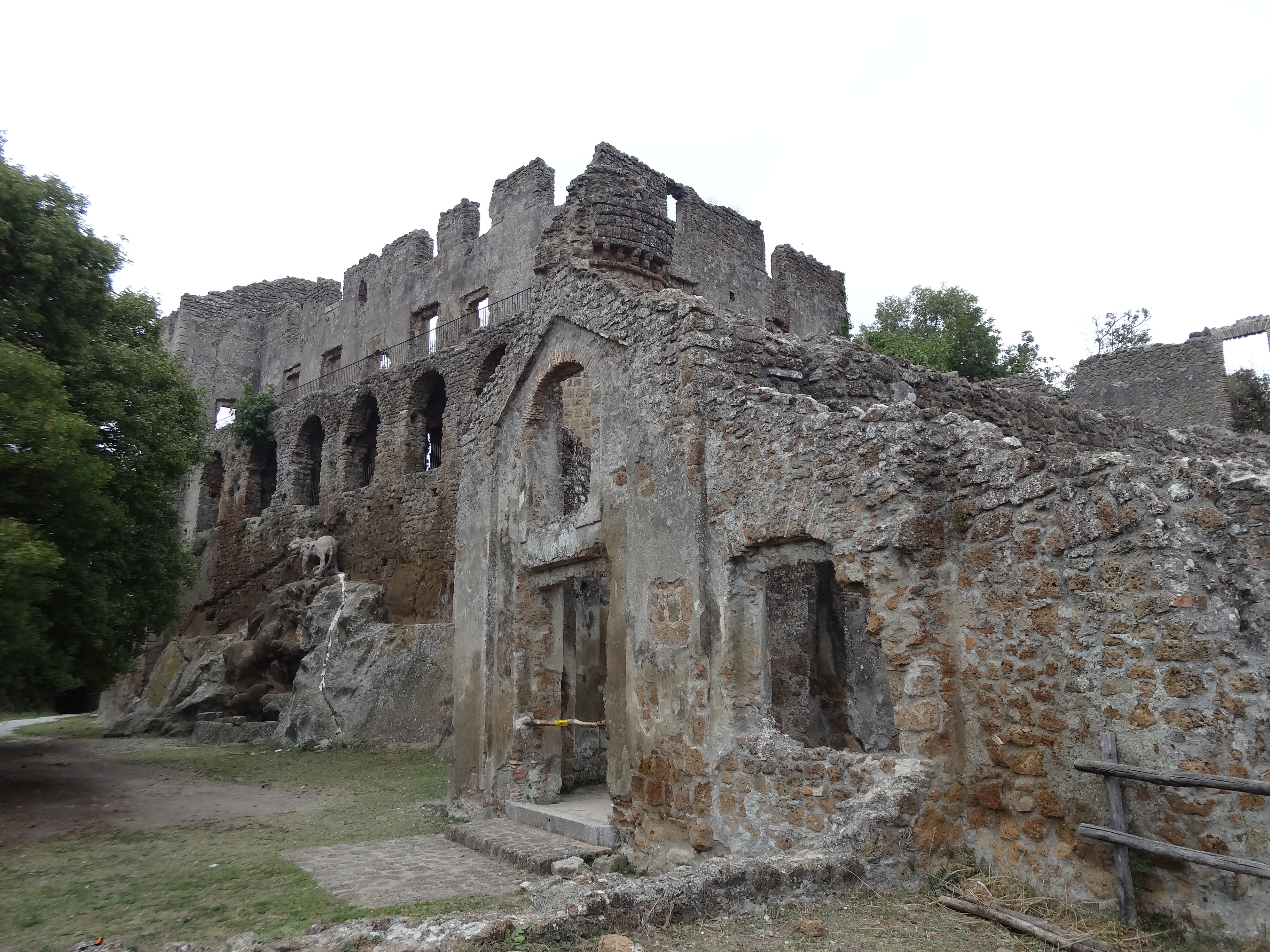
Castello di Monterano

Carlo Orsini (... – Montereale, luglio 1502) è stato un condottiero italiano, capostipite dei Conti di Anguillara.

## Biografia
Era figlio naturale, legittimato dal papa, di Gentile Virginio Orsini, conte di Tagliacozzo e signore di Bracciano, che seguì in tutte le sue imprese militari.
Partecipò alla battaglia di Campomorto nel 1482 a fianco dello Stato della Chiesa contro gli Aragonesi. Nel 1493 divenne primo conte di Anguillara. Nel 1494, alla discesa in Italia di Carlo VIII di Francia, si schierò con i francesi e ospitò il re a Bracciano. Nel 1495 fu a fianco dei Medici alla riconquista di Firenze e seguì Carlo VIII in Francia. Ritornato in Italia, combatté in Abruzzo e ritornò in Francia nel 1496 a richiedere nuovamente l'aiuto della Francia. Sbarcato a Livorno, si unì ai guelfi sull’Umbria contro il duca di Urbino che comandava l'esercito pontificio. 
Combatté valorosamente nella battaglia di Soriano del 24 gennaio 1497 e a Tivoli rimase prigioniero dei Colonna. Nel 1498 fu condottiero della Repubblica di Venezia contro Firenze e fu impiegato nelle guerre di Lombardia contro Ludovico il Moro. 
Dopo la battaglia di Novara dell'aprile 1500 che decretò la caduta del Ducato di Milano, l'Orsini riuscì a fare prigioniero il cardinale Ascanio Maria Sforza, fratello minore del Moro, insediato nel castello di Rivalta col suo seguito, e a consegnarlo ai francesi. Nell'agosto dello stesso anno, si spostò da Venezia, transitando da Asola e Castel Goffredo e si recò a Morimondo a fare visita al cardinale Federico Sanseverino, alleato degli Sforza, che abbandonò a settembre del 1500 per appoggiare Luigi XII di Francia e lo poi utilizzarono per riappacificare i milanesi. Nell'ottobre, scaduta la condotta dei veneziani, Carlo Orsini si mise al servizio della Chiesa contro la città di Faenza. Le ultime imprese militari risultano al fianco dei francesi contro gli Aragonesi.
Morì forse avvelenato per ordine di Cesare Borgia nel luglio 1502 a Montereale e venne sepolto a L'Aquila.

## Discendenza
Sposò Porzia Savelli (?-1504 circa), figlia di Piergiovanni, dalla quale ebbe un figlio Gentile Virginio II (1498-1548), secondo conte di Anguillara e condottiero.